# Erik Herrmann
Erik Herrmann (* 18. September 2004 in Ebersbach/Sa.) ist ein deutscher Fußballtorwart.

## Karriere
Nach seinen Anfängen in der Jugend des FSV Budissa Bautzen wechselte er im Sommer 2017 in die Jugendabteilung von Dynamo Dresden und durchlief dort alle Jugendmannschaften. Für seinen Verein kam er zu fünf Spielen in der B-Junioren-Bundesliga und 24 Spielen in der A-Junioren-Bundesliga. Nachdem er bereits 2021 seinen ersten Profivertrag unterschrieben hatte, rückte er im Sommer 2023 als dritter Torhüter in den Kader der Profimannschaft und kam auch zu seinem ersten Einsatz im Profibereich in der 3. Liga, als er am 20. Dezember 2023, dem 20. Spieltag, beim 1:0-Auswärtssieg gegen Arminia Bielefeld in der 88. Spielminute für den verletzten Stammtorhüter Stefan Drljača eingewechselt wurde.

## Privates
Herrmann wohnt in Crostau. Sein Vorbild ist Manuel Neuer.